# ديكسون ديسبومير
ديكسون ديسبومير (Dickson D. Despommie) هو عالم أحياء دقيقة، أستاذ في علم البيئة والصحة العامة وفي علوم الصحة البيئية في جامعة كولومبيا. أجرى بحوثا على التطفل الخلوي (intracellular parasitis) ودرس دورات عن الأمراض الطفيلية (Parasitic Diseases)، والطب وعلم البيئة. حظي بتغطية إعلامية لأفكاره بشأن الزراعة الرأسية في عام 1999.